# Göriacher Bach
Der Göriacher Bach ist ein Bach in der Gemeinde Schlaiten (Bezirk Lienz). Er entspringt im Bereich des Rotstein und mündet östlich von Göriach in die Isel.

## Verlauf
Der Göriacher Bach entspringt in mehreren Quellarmen an den Nord- und Ostabhängen zwischen dem Rotstein im Süden und dem Moschumandl bzw. dem Schlaitner Tor im Norden. Die Quellarme vereinen sich in der Folge und fließen zunächst nach Nordnordosten talwärts. Vor der Hofstelle Obertschellnig der Ortschaft Göriach vollzieht der Göriacher Bach einen Schwenk nach Osten und nimmt in der Folge linksseitig das Gereiterbachl auf. Der Göriacher Bach fließt in weiterer Folge ostwärts und passiert linksseitig die höhergelegene Ortschaft Göriach sowie rechtsseitig die Ortschaft Gantschach. Am Talgrund mündet der Göriacher Bach zunächst in ein kleines, stehendes Gewässer und danach rechtsseitig in die Isel.
Benachbart liegen im Nordwesten das Einzugsgebiet des Michlbachs, im Südosten das Einzugsgebiet des Schlaitenbachs.